# جوردن هولت
جوردن هولت (بالإنجليزية: Jordan Holt)‏ (4 مايو 1994 في المملكة المتحدة - ) هو مدرب كرة قدم ولاعب كرة قدم بريطاني في مركز الدفاع. شارك مع منتخب ويلز تحت 19 سنة لكرة القدم. أما مع النوادي، فقد لعب مع نادي سانت ميرين ونوتس كاونتي ونادي ستيرلينغشير الشرقية ونادي غيتزهد.

## وصلات خارجية
- جوردن هولت على موقع الاتحاد الأوربي (الإنجليزية)
- جوردن هولت على موقع قاعدة بيانات كرة القدم.إي يو (الإنجليزية)
- جوردن هولت على موقع Soccerbase.com (لاعب) (الإنجليزية)